# Route nationale 340 (Espagne)
Pour les articles homonymes, voir Route nationale 340 (homonymie).
La N-340 est une route nationale espagnole essentiellement côtière reliant Barcelone à Cadix en Andalousie.
Elle transite par Tarragone, Castellón de la Plana, Valencia, Alcoy, Alicante, Murcie, Almeria, Malaga, Marbella et Algésiras sur une distance de 1 244 km. La N-340 est doublée par l'autoroute AP-7 et elle est peu à peu absorbée par l'autovia A-7 de Valencia à Algésiras.

## Tracé
Elle est une route de grande liaison entre l'Andalousie et la Catalogne, (Cadix-Barcelone). Son tracé suit principalement le bord de la Mer Méditerranée en passant par Algésiras, Malaga, Almeria, Murcie, Alicante, Alcoy, Valence, Castellón de la Plana et Tarragone. De nombreux tronçons en autovías classés en A-7 existent notamment dans le sud du pays.

### Méditerranée
La N-340 longe la côte de Tarragone à Valence en desservant la plupart des stations balnéaires sur un tracé tantôt sinueux tantôt de type "toboggan".

### Levant Sud
Passage en plaine occupée par les huertas avant de s'enfoncer dans les massifs montagneux vers Alcoy, dans un paysage quasi-désertique.

### Murcie et Andalousie
Descente vers Alicante, Elche et Murcie avant de retrouver le bord de mer à Almeria et Malaga. Son tracé devient plus sinueux et le trafic est fortement chargé en été (y compris la nuit par la présence de nombreuses discothèques). Cette route quitte la Méditerranée à Tarifa pour passer sur le côté Atlantique en fin de parcours.

## Histoire
Jusqu'aux années 1980, elle était connue des conducteurs routiers pour son état déplorable dans sa partie Sud entre Murcie et Cadix. Certains de ses tronçons se résumaient à de simples pistes en terre battue, ce qui la rendait parfois redoutable pour la mécanique des automobiles. Sa réputation a pris un tournant dans les années 1990, où l'on commençait à y construire des portions de voies rapides dites autovias.